# Edmund Roman Orlik
Edmund Roman Orlik (ur. 26 stycznia 1918 w Rogoźnie, zm. 8 kwietnia 1982 w Opolu) – polski architekt, plutonowy podchorąży rezerwy broni pancernych Wojska Polskiego. W literaturze wojennej wymieniany jest także jako Roman Orlik.

## Życiorys
Edmund Roman Orlik po maturze zgłosił się na ochotnika do służby wojskowej i w 1937 roku ukończył przeszkolenie w Centrum Wyszkolenia Broni Pancernych w Modlinie, po czym rozpoczął studia na Politechnice Warszawskiej. Zmobilizowany w sierpniu 1939 roku, walczył w czasie kampanii wrześniowej w szwadronie czołgów 71 Dywizjonu Pancernego w składzie Wielkopolskiej Brygady Kawalerii, jako dowódca czołgu rozpoznawczego (tankietki) TKS.

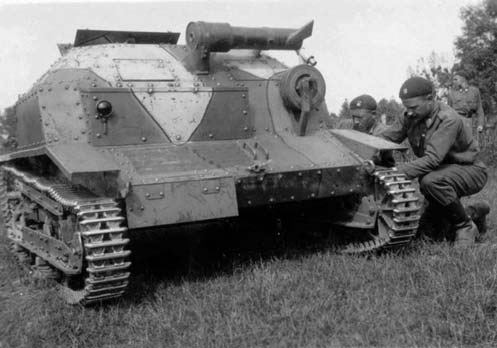
Orlik z kierowcą przy tankietce TKS

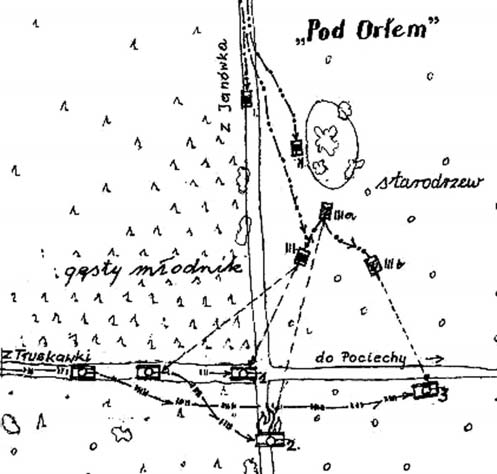
Plan potyczki 18 września 1939 nakreślony przez pchor. Orlika

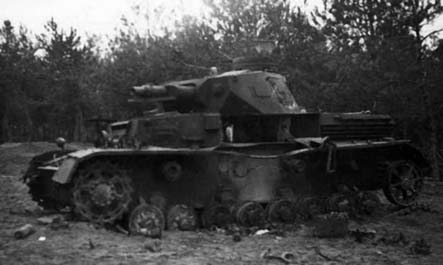
Domniemany wrak czołgu PzKpfw IV B Viktora von Ratibor

18 września 1939 Orlik wziął udział w starciu pod Pociechą w Puszczy Kampinoskiej, w którym polskie TKS-y uzbrojone w działka (nkm) 20 mm, osłaniające Grupę Operacyjną Kawalerii gen. Romana Abrahama, zniszczyły bez strat na leśnym skrzyżowaniu trzy czołgi niemieckie z 1 Dywizji Lekkiej. W wyniku starcia zginął m.in. dowódca niemieckiego plutonu, książę raciborski, 23-letni leutnant, Wiktor IV Albrecht von Ratibor. Za zbeletryzowanymi pracami Janusza Magnuskiego, opartymi na wspomnieniach Orlika, przyjęto w literaturze, że Orlik dowodził jedynym czołgiem uzbrojonym w nkm w tym starciu i zniszczył sam trzy czołgi, a pozostałe dwa TKS uzbrojone były w zwykłe karabiny maszynowe. Według innych źródeł jednak, wszystkie trzy TKS-y uzbrojone były w nkm-y. Powstały na emigracji „Zarys historii polskiej broni pancernej” nie wspomina zaś o Orliku i podaje, że w starciu pod Pociechą brali udział z polskiej strony m.in. kpr. Władysław Tritt, kpr. Mieczysław Pachocki i plut. Stanisław Łopatka. Typ zniszczonych czołgów nie został również jednoznacznie ustalony − z prac Janusza Magnuskiego wynika sugestia, że były one typu PzKpfw 35(t), jednakże w literaturze spotkać można też zdjęcie zniszczonego czołgu PzKpfw IV,opisane jako czołg księcia von Ratibor. 
19 września, według prac Magnuskiego, Orlik brał udział w boju o Sieraków, skąd Niemców wyparto w nocy w wyniku natarcia na wieś 7 Pułku Strzelców Konnych i 9 Pułku Ułanów z WBK. Niemcy ruszyli do natarcia wykorzystując kilkadziesiąt czołgów z 11. Pułku Pancernego (Panzer-Regiment 11) płka Philippsa i 65 Batalionu Pancernego (Panzer-Abteilung 65) mjra Thomasa. Przy pomocy 2. baterii 7. Dywizjonu Artylerii Konnej i działek 7. Pułku Strzelców Konnych zniszczono i uszkodzono ponad 20 czołgów, z czego 7 trafił, według jego relacji, TKS plutonowego Orlika, biorąc przy okazji 2 jeńców. Orlik doprowadził następnie swój czołg w składzie polskiego ugrupowania do Warszawy i brał udział w jej obronie, za co po wojnie został odznaczony Krzyżem Walecznych. Walczył w szeregach Armii Krajowej.

## Kariera zawodowa
Po wojnie Orlik ukończył studia na Wyższej Szkole Plastycznej w Łodzi i pracował w Łodzi, m.in. projektując budynki w dzielnicy akademickiej. Był projektantem (we współpracy z arch. Eugeniuszem Budlewskim) gmachu Biblioteki Uniwersyteckiej powstałego w latach 1956–1960, uznawanego za najbardziej dopracowane dzieło architektoniczne okresu PRL-u w Łodzi. Zaprojektował w Łodzi też m.in. akademik dla obcokrajowców (tzw. Wieża Babel) i Studium Języków Obcych. Ukończył następnie architekturę na Politechnice Wrocławskiej i od początku lat 70. XX w. mieszkał i pracował w Opolu. Zmarł w 1982 w wyniku nieszczęśliwego wypadku i został pochowany w części rzymskokatolickiej Starego Cmentarza w Łodzi.

## Upamiętnienie

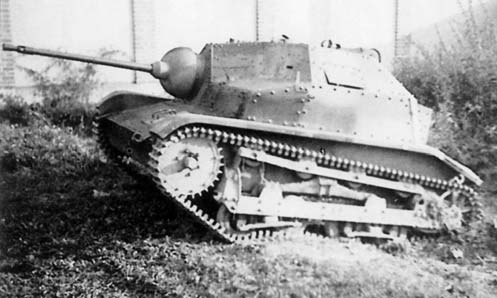
Tankietka TKS z działkiem 20 mm

Od czasu prac Janusza Magnuskiego, w szczególności opublikowania książki „Karaluchy przeciw panzerom” z 1995 roku, przypisującej Orlikowi na podstawie jego wspomnień zniszczenie 10 czołgów w dwóch starciach, postać Orlika została spopularyzowana w Polsce, a następnie na świecie. Miejsce potyczki pod Pociechą upamiętnia pamiątkowy głaz „Kamień Orlika” (52°20′02″N 20°44′06″E/52,333889 20,735000), na którym widnieje napis:

W tym miejscu doszło do zwycięskiego pojedynku polskiej tankietki TKS-20 z 71 Dywizjonu P.WLK.BK dowodzonej przez plut. pchr. Edmunda Orlika z czołgiem niemieckim PKW III z 11 P.Panc. 1 DLek. dowodzonym przez por. księcia V. von Ratibor.

Orlika upamiętnili także twórcy gry World of Tanks, umieszczając w niej „Medal Orlika”. Jest on przyznawany za zniszczenie czołgiem lekkim trzech lub więcej pojazdów wroga.
Roman Orlik jest także postacią bohatera "hero" w figurkowej grze bitewnej Flames of War wydanej przez nowozelandzką firmę Battlefront.